# 吉强镇
吉强镇，是中华人民共和国宁夏回族自治区固原市西吉县下辖的一个乡镇级行政单位。

## 行政区划
吉强镇下辖以下地区：
西街社区、中街社区、东街社区、团结村、大营村、大滩村、泉儿湾村、高同村、苟家新庄村、夏家大路村、龙王坝村、马营村、套子湾村、万崖村、芦子沟村、沙葱洼村、上堡村、袁河村、水泉村、前嘴村、羊路村、短岔村、夏寨村、杨坊村、杨河村、何洼村、水岔村、酸刺沟村、大坪村和王昭村。